# Holoprosencefalie
Holoprosencefalie (HPE) is een geboortedefect dat ontstaat in de eerste intrauteriene weken. Er is sprake van onvoldoende splijting van de embryonale voorhersenen. Deze afwijking kan verdeeld worden in vier typen: alobair, semilobair, lobair en middelste interhemisferische variant (MIHV)
Kinderen met HPE kunnen de volgende klinische beelden vertonen: microcefalie, hydrocefalie, verstandelijke beperking, epilepsie, endocriene afwijkingen en andere orgaangebonden afwijkingen (hart, skelet, gastro-intestinaal, urogenitaal).